# Moringua
Moringua is een geslacht van straalvinnige vissen uit de familie van spaghettialen (Moringuidae). Het geslacht is voor het eerst wetenschappelijk beschreven in 1831 door Gray.

## Soorten
- Moringua abbreviata (Bleeker, 1863)
- Moringua bicolor Kaup, 1856
- Moringua edwardsi (Jordan & Bollman, 1889)
- Moringua ferruginea Bliss, 1883
- Moringua guthriana (McClelland, 1844)
- Moringua hawaiiensis Snyder, 1904
- Moringua javanica (Kaup, 1856)
- Moringua macrocephalus (Bleeker, 1863)
- Moringua macrochir Bleeker, 1855
- Moringua microchir Bleeker, 1853
- Moringua penni Schultz, 1953
- Moringua raitaborua (Hamilton, 1822)